# Дринић (Босански Петровац)
Дринић је насељено место у Босни и Херцеговини у општини Босански Петровац. Административно припада Федерацији Босне и Херцеговине, односно њеном Унско-санском кантону. Према попису становништва из 2013. у насељу је било свега 3 становника, а већинску популацију чине Срби.
Највећи део насеља Дринић је након рата у БиХ ушао у састав општине Петровац у Републици Српској.

## Становништво
По последњем службеном попису становништва из 2013. године у овом насељу живело је 5 становника, а село је било етнички хомогено са већинском српском популацијом.
| Националност | 2013. | 1991.        | 1981.        | 1971.        |
| Бошњаци      | —     | 1 (0,27%)    | 0            | 1 (0,19%)    |
| Хрвати       | —     | 0            | 0            | 3 (0,58%)    |
| Срби         | —     | 362 (99,72%) | 329 (82,25%) | 512 (99,03%) |
| Југословени  | —     | 0            | 68 (17,00%)  | 0            |
| остали       | —     | 0            | 3 (0,75%)    | 1 (0,19%)    |
| Укупно       | 3     | 363          | 400          | 517          |